# Alfred Keller (compositeur)
Pour les articles homonymes, voir Alfred Keller.
Alfred Keller, né le 5 janvier 1907 à Rorschach et mort le 14 juin 1987, est un compositeur suisse.
Il fut l'élève d'Arnold Schönberg à Berlin.